# Ovilla
Ovilla város az USA Texas államában, Dallas és Ellis megyében. Lakosainak száma 4304 fő (2020. április 1.).

## Népesség
A település népességének változása:

| 2010 | 3 492 |
| 2020 | 4 304 |